# Episodi di Papà castoro (terza stagione)
Questa è la lista degli episodi della terza stagione della serie animata Papà castoro.

## Episodi
| N° | Titolo originale                | Titolo italiano                 |
| -- | ------------------------------- | ------------------------------- |
| 1  | Le Monstre de M. Stravinski     | Il mostro del Signor Stravinski |
| 2  | Écho le géant                   | Il gigante Eco                  |
| 3  | Ma mère est une sorcière        | Una mamma strega                |
| 4  | Le Manteau du Père Noël         | Il cappotto di Babbo Natale     |
| 5  | Un cauchemar de grippe          | Incubi da febbre                |
| 6  | Berk le crapaud                 | Il rospo Berk                   |
| 7  | L'Arbre à grands-pères          | L'albero dei nonni              |
| 8  | Rentrée sur l'île Vanille       | Primo giorno di scuola          |
| 9  | Lisette                         | L'asino di Lisetta              |
| 10 | J'aime trop les chapeaux        | La ragazza con il cappello      |
| 11 | Les Musiciens de Brême          | I musicanti di Brema            |
| 12 | Le Pont du diable               | Il ponte del diavolo            |
| 13 | Le Noël de maître Belloni       | Il Natale di Mastro Belloni     |
| 14 | Kolos et les Quatre Voleurs     | La luna rubata                  |
| 15 | Grosse peur pour bébé loup      | Il lupo fioraio                 |
| 16 | Maxime Loupiot                  | La paura di Lupetto             |
| 17 | Feu follet est très pressé      | La fretta di Fuoco Folletto     |
| 18 | Colas vole                      | Nicola vola                     |
| 19 | La sorcière née du vinaigre     | La strega dell'aceto            |
| 20 | Castagrogne de carabistouille   | Il mago burbero                 |
| 21 | Le chien qui n'avait pas de nom | Il cane senza nome              |
| 22 | Aimé Bienvenu et ses amis       | Amato e i suoi amici            |
| 23 | Tante marraine                  | La zia Marianna                 |
| 24 | Crotte alors !                  | Lo zoo di Giulia                |
| 25 | Foming et le trésor des mers    | Il tesoro dei mari              |
| 26 | Quand le soleil deviendra rouge | La leggenda del sole rosso      |
| 27 | Mon meilleur ami est un chameau | Il cammello dagli zoccoli blu   |
| 28 | Izmir                           | Il maestro di Izmir             |
| 29 | Le Cartable magique             | La cartella magica              |
| 30 | Super Papa                      | Il superpapà                    |
| 31 | Les Lettres de Biscotte Mulotte | Le lettere di Biscotto Topo     |
| 32 | Une dent contre la souris       | Il dentino da latte             |
| 33 | Les animaux du zoo sont malades | Epidemia allo zoo               |
| 34 | Le monstre que personne n'a vu  | L'orribile mostro               |
| 35 | Espèce de cucurbitacée          | Arturo e le cucurbitacee        |
| 36 | Le Petit Carnet d'Archibald     | Il taccuino magico              |
| 37 | C'est mon nid                   | Il nido del passerotto          |
| 38 | La Poule, le Coq, le Cochon     | Il cenone di Natale             |
| 39 | Le Virus de la rentrée          | Il virus del ritorno            |
| 40 | La Guerre des kilos             | La dieta della Mamma            |
| 41 | Noël baobab                     | La palma di Natale              |
| 42 | Épaminondas                     | Epaminonda                      |
| 43 | Benjamin a une petite sœur      | La nuova sorellina              |
| 44 | Titou a peur de tout            | Il pauroso Tito                 |
| 45 | Le Chant du hibou               | La regina della foresta         |
| 46 | La Montagne du souriceau        | La montagna del topolino        |
| 47 | Fleur des aurores               | Fior d'aurora                   |
| 48 | Le Cordonnier de Bagdad         | Il calzolaio di Bagdad          |
| 49 | Lou la brebis                   | La pecora Lou                   |
| 50 | La Petite Fille et les Loups    | L'amica dei lupi                |
| 51 | La Boîte à trésors              | La scatola dei tesori           |
| 52 | Princesse Mariotte              | La Principessa Mariotta         |
| 53 | Les Piquants de Goz             | Gli aculei di Goz               |